# Route nationale 516
Die N516 war von 1933 bis 1973 eine französische Nationalstraße, die zwischen La Tour-du-Pin und Cognin verlief. Ihre Länge betrug 51 Kilometer. Sie stellte eine Alternativmöglichkeit für die N6 dar. 1978 wurde eine neue N516 zwischen La Tour-du-Pin und La Balme gebildet, für die sie einen Teil der N521B übernahm:
- N 516 La Tour-du-Pin – Saint-Genix-sur-Guiers
- N 521B Saint-Genix-sur-Guiers – La Balme

2006 wurde sie abgestuft.

## N516a
Die N516A war von 1933 bis 1973 ein Seitenast der N516, der in Saint-Genix-sur-Guiers  von dieser abzweigte und nach Le Pont-de-Beauvoisin verlief. Ihre Länge betrug 9 Kilometer.